# Beryl (software)

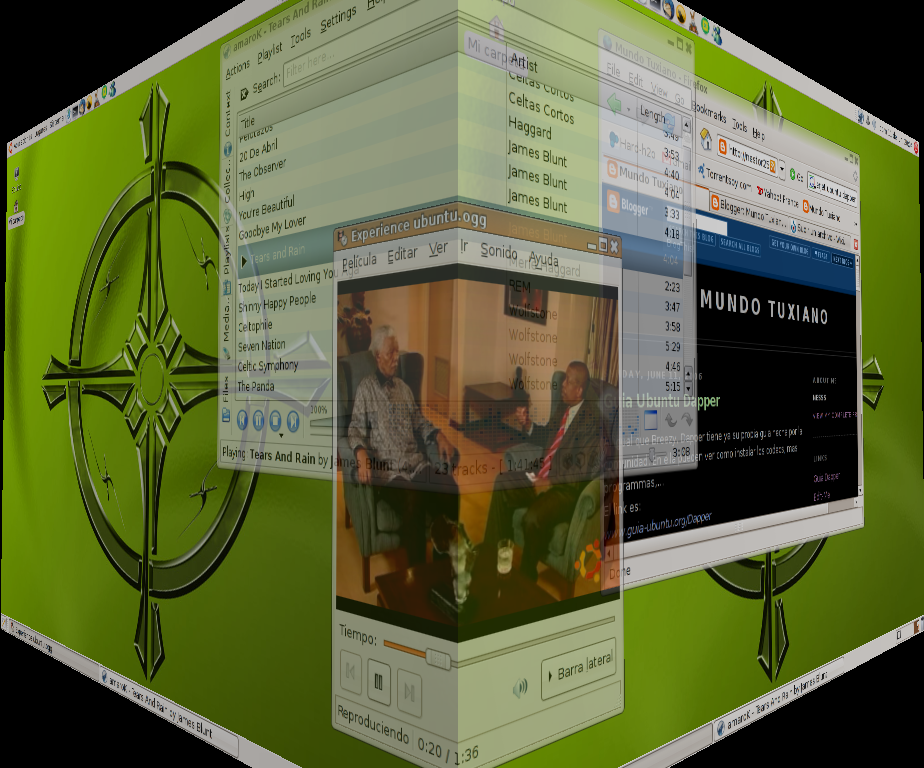
Simulace více pracovních ploch zobrazených jako stěny kvádru

Beryl byl open source software fungující pod operačním systémem Linux, dnes je sloučen s projektem Compiz. Byl to správce oken, který uměl různá efektní zobrazení, jako například 3D plochu (více ploch se zobrazí jako kvádr či mnohostěn) či shoření okna při jeho minimalizaci. Kromě toho dokázal Beryl pracovat i s průsvitností oken i jiných prvků grafické nadstavby OS, dále pak umožňoval jednoduché přepínání mezi jednotlivými okny.
Jednalo se o fork Compizu. Původní Compiz vyvíjela společnost Novell (hlavně David Reveman), Beryl byl společným dílem komunity dobrovolných vývojářů. Ti nejdříve vyvíjeli speciální větev Compizu (zvanou Compiz – QuinnStorm), avšak ta se od původního projektu začala příliš vzdalovat, a tak v září 2006 dostal projekt vlastní jméno – Beryl.
Oproti tehdejšímu Compizu obsahoval mnoho výhod: nebyl závislý na prostředí GNOME, nastavoval se ne přes prostředí gConf, jako v tehdejší době Compiz, ale uživatelsky přívětivějším způsobem přes program Beryl Setting Manager, pro dekoraci používal program Emerald a díky počtu vývojářů obsahoval velké množství různých efektů a vylepšení.
V dubnu 2007 byl vývoj Berylu ukončen. Mnoho jeho funkcí přejal Compiz, další se postupně přestěhovávaly do kolekce pluginů Compiz Fusion, ze které je možno přidávat pokročilé funkce do jádra Compizu. Zaniklo tak pouze jméno, samotný projekt dnes pokračuje pod názvem Compiz.
Velkými výhodami Berylu, např. oproti kompozitnímu správci oken Windows Aero z prostředí Microsoft Windows, byla vysoká konfigurovatelnost a mnohem nižší hardwarové nároky, pro jeho spuštění stačilo 1,2 GHz procesor, 128MB RAM a 8MB integrovaná grafická karta.